# روابط روم و هیبرنیا

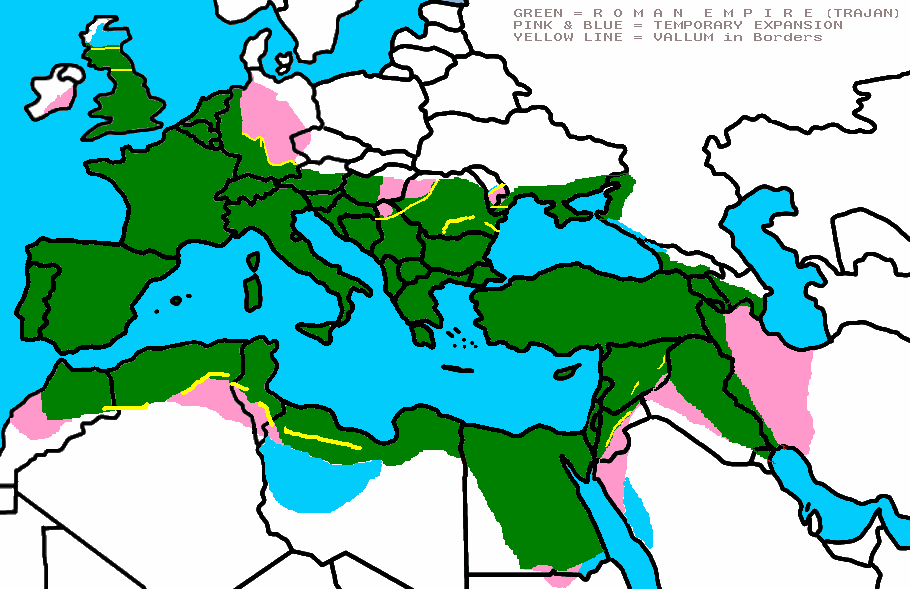
نقشهٔ همهٔ سرزمین‌هایی که زمانی ازسوی امپراتوری روم گشوده شده‌بود. سرزمین‌های فیروزه‌ای و سرخابی نشان‌دهندهٔ سرزمین‌هائی‌ست که گشایش آنها مشکوک است، مانند ایرلند خاوری

روابط هیبرنیا و روم به روابط (بیشتر بازرگانی و فرهنگی) میان ایرلند (هایبرنیا) و امپراتوری روم باستان می‌پردازد که از سدهٔ ۱ تا ۵ پس از میلاد در اروپای باختری پیوستگی داشت. ایرلند یکی از اندک سرزمین‌های اروپای باختری بود که از سوی روم گشوده نشد. روم هیچ‌گاه هیبرنیا (نام لاتین ایرلند) را به امپراتوری خود پیوست نکرد، ولی بر این جزیره تأثیراتی گذاشت، اگرچه شمار کمی از گواه‌های این امر تا امروز به جا مانده‌است. تأثیر امپراتوری روم بر هیبرنیا در سه زمینه نمایان شد: بازرگانی، فرهنگی-دینی و نظامی.

## بازرگانی
رابطهٔ میان امپراتوری روم و هیبرنیا بیشتر بازرگانی بود. در سال ۱۹۹۵، پژوهشگر ریچارد وارنر نوشت که پس از تاخت و تاز امپراتور کلادیوس به جنوب بریتانیا، راه‌های بازرگانی میان دریای مدیترانه و استان بریتانیا، هیبرنیا را نیز دربرمی‌گرفت.
بطلمیوس جغرافیدان، در نقشهٔ سدهٔ یکم میلادی، شهرک‌ها و دودمان‌های ساحلی ایرلند را ریزبینانه روشن کرد، و دانسته‌هایی را نشان داد که گویا تنها بازرگان‌ها در آن سال‌ها می‌توانستند به آن دست یابند.
افزون بر این، بسیاری از یافته‌های باستان‌شناسی رومی (بیشتر گوهرافزارها و سکه‌های رومی) در بخش‌های میانی و جنوبی ایرلند (مانند تیمایر و کاشل) دیده می‌شوند که نشانگرِ بودنِ پیوند است.
برپایهٔ انگارهٔ توماس چارلز ادواردز، که دربارهٔ روزگار تاریکی ایرلند قلم زد، میان سدهٔ ۱ و ۳ میلادی بازرگانی برده از هیبرنیا به استان سرمایه‌دار بریتانیا وجود داشت؛ استانی که دارای اقتصادی بر بنیادِ کشاورزی ویلایی بود و برای انجام سنگین‌ترین کار در کشاورزی به برده نیاز داشت.
همان‌گونه که زندگی‌نامهٔ سنت پاتریک نشان می‌دهد، با سرنگونی امپراتوری، این رابطه شاید وارونه شده‌باشد و ایرلندی‌های سده‌های پایانیِ دوران باستان جایگاه گروهی وایکینگ را به عنوان تاخت‌وتازکنندگان در دریای ایرلند به دست گرفته باشند.

## بن‌مایه
- همکاری‌کنندگان ویکی‌پدیا، «Hiberno-Roman relations»، ویکی‌پدیای انگلیسی، دانشنامهٔ آزاد (بازیابی ۹ مهر ۱۴۰۰)